# Canton de Sotteville-lès-Rouen-Ouest
Le canton de Sotteville-lès-Rouen-Ouest est une ancienne division administrative française située dans le département de la Seine-Maritime et la région Haute-Normandie.

## Histoire
Le canton a été créé en 1982 (Décret no 82-97 du 27 janvier 1982) à la suite d'une division en deux parties du canton de Sotteville-lès-Rouen. Il disparait avec le redécoupage cantonal de 2014.

## Composition
Le canton de Sotteville-lès-Rouen-Ouest se composait d’une fraction de la commune de Sotteville-lès-Rouen. Il comptait 19 790 habitants (population municipale) au 1er janvier 2012.
| Nom                              | Code Insee | Intercommunalité          | Population (dernière pop. légale)               |
| -------------------------------- | ---------- | ------------------------- | ----------------------------------------------- |
| Sotteville-lès-Rouen (chef-lieu) | 76681      | Métropole Rouen Normandie | Fraction : 19 790(2012) Commune : 28 910 (2014) |

## Représentation
| Période | Période          | Identité                  | Étiquette | Qualité |
| ------- | ---------------- | ------------------------- | --------- | --- |
| 1982    | 1985             | Jean Malvasio (1928-1998) | PCF       | Ouvrier plombier-couvreur Député suppléant de Roland Leroy (1973-1981) |
| 1985    | 1992             | René Salmon (1927-2004)   | UDF-Rad.  | Maire de Sotteville-lès-Rouen de 1983 à 1989 |
| 1992    | 1998             | Serge Cramoisan           | UDF-FD    | Directeur d'école Conseiller municipal de Sotteville-lès-Rouen |
| 1998    | 2012 (démission) | Luce Pane                 | PS        | Fonctionnaire de catégorie A Première adjointe au Maire de Sotteville-lès-Rouen Vice-Présidente du Conseil Général Députée suppléante de Pierre Bourguignon puis députée (2012-2017) |
| 2012    | 2015             | Pierre Carel              | PS        | Professeur des écoles Vice-Président du Conseil Général |

## Démographie
| 1962 | 1968 | 1975 | 1982 | 1990   | 1999   | 2009 |
| ---- | ---- | ---- | ---- | ------ | ------ | ---- |
| -    | -    | -    | -    | 19 100 | 19 411 | -    |